# Comendadoras de la Orden de San Juan de Jerusalén
Las Comendadoras de San Juan de Jerusalén, Hospitaleras, Comendadoras Sanjuanistas son una orden monástica de vida contemplativa, son la rama femenina dentro de la orden militar del Hospital de San Juan de Jerusalén, actualmente conocida como Orden de Malta.

## Historia
El origen se explica por un grupo de mujeres piadosas que, imitando la labor de los caballeros de la Orden del Hospital de San Juan de Jerusalén, se encargaban de atender a las peregrinas enfermas que llegaban a Tierra Santa, en el hospital de Santa María Magdalena de Jerusalén. El grupo estaba encabezado por la sirvienta de Dios Inés de Alix.
En cambio otros historiadores sostienen que el origen de la orden actual, contemplativa, estaría en el primer monasterio de monjas sanjuanistas dedicadas a la vida contemplativa, que fue el de Sigena (Villanueva de Sigena, Huesca), fundado en 1188 por la reina de Aragón Sancha de Castilla y de Polonia, esposa de Alfonso II el Casto. Es por eso que se considera a esta reina como fundadora de la orden. Ella misma profesó y fue priora, dictando la regla que después serviría de modelo para otros monasterios. El papa Celestino III aprobó la fundación y le dio la Regla de San Agustín en 1195.
Como otras monjas comendadoras, eran llamadas hermanas (sores) y tenían el carisma de rezar y sacrificarse por los caballeros de la orden militar de la que formaban parte. A menudo, las monjas eran familiares, esposas o hijas de los caballeros de la orden. Las monjas tenían rangos similares a los curas de la orden, observaban la regla y la clausura y estaban bajo la jurisdicción del Gran Maestre de la Orden Hospitalaria. Al hacer la profesión, hacían voto de respeto a la regla de la orden (de hecho, la Regla de San Agustín).
La Orden se extendió por tierras de Castilla: Fuentelapeña (Zamora), Villares (Salamanca), Villalengua, Tordesillas, Santa Isabel de Sevilla, etc.; en Aragón (San Juan de Cervera, con comunidad doble desde 1191, y las monjas trasladadas a 1264 a Alguaire, con comunidad femenina entre 1250-1699, nuevamente trasladada a San Juan de Jerusalén de Barcelona en 1699; Santa María de la Rápita, 1290-1579, trasladadas a Tortosa, 1579-1967), Italia, Francia (Beaulieu, en la diócesis de Caors, 1259) e Inglaterra, pero no tuvo gran difusión.
La conquista de Malta en 1798 y la desaparición de la Orden de Malta en 1815, junto con los movimientos de desacralización, afectaron a las casas de la orden en Europa. Las españolas empezaron el declive con la desamortización de 1835 . Las monjas de la casa madre de Sigena continuaron hasta 1980, cuando se trasladaron a Valldoreix, donde desde 1977 estaban las monjas procedentes de Santa María de Jerusalén de Barcelona (establecidas en 1699 con monjas procedentes de Santa María de Alguaire) y donde murieron las dos últimas monjas, los años 1998 y 2000. Las de Tortosa se trasladaron a Gandía en 1967, donde la comunidad se extinguió. Las tres monjas del monasterio de Zamora y las siete del monasterio de Salinas de Añana (Álava), formaron en este monasterio la última comunidad en España. En Malta, el monasterio de Santa Úrsula de la Valeta no se fundó hasta 1582 (en Birgu, hasta que en 1595 se trasladó a la capital).
Entre las monjas destacadas de la Orden se encuentran santas como Ubaldesca Taccini (1136-1206), Toscana Canoculi (1280-1343) o Flora de Beaulieu (c. 1300-1347), o las beatas mártires durante la Guerra civil española Patrocinio Chilli Manes y Visitación Solè Yvern.

## Actividad y difusión
Actualmente, las monjas sanjuanistas hacen vida contemplativa, dedicadas a la oración y la vida en comunidad, cultivando la hospitalidad en la comunidad y la devoción a San Juan Bautista.
En España sólo quedan dos monjas en el monasterio de San Juan de Acre de Salinas de Añana (Álava), una vez cerrados, por extinción de la comunidad, los de Gandía, Zamora y Valldoreix (San Cugat del Vallés). En Malta, subsiste el monasterio de Santa Úrsula de La Valetta.